# Franz Schwackhöfer

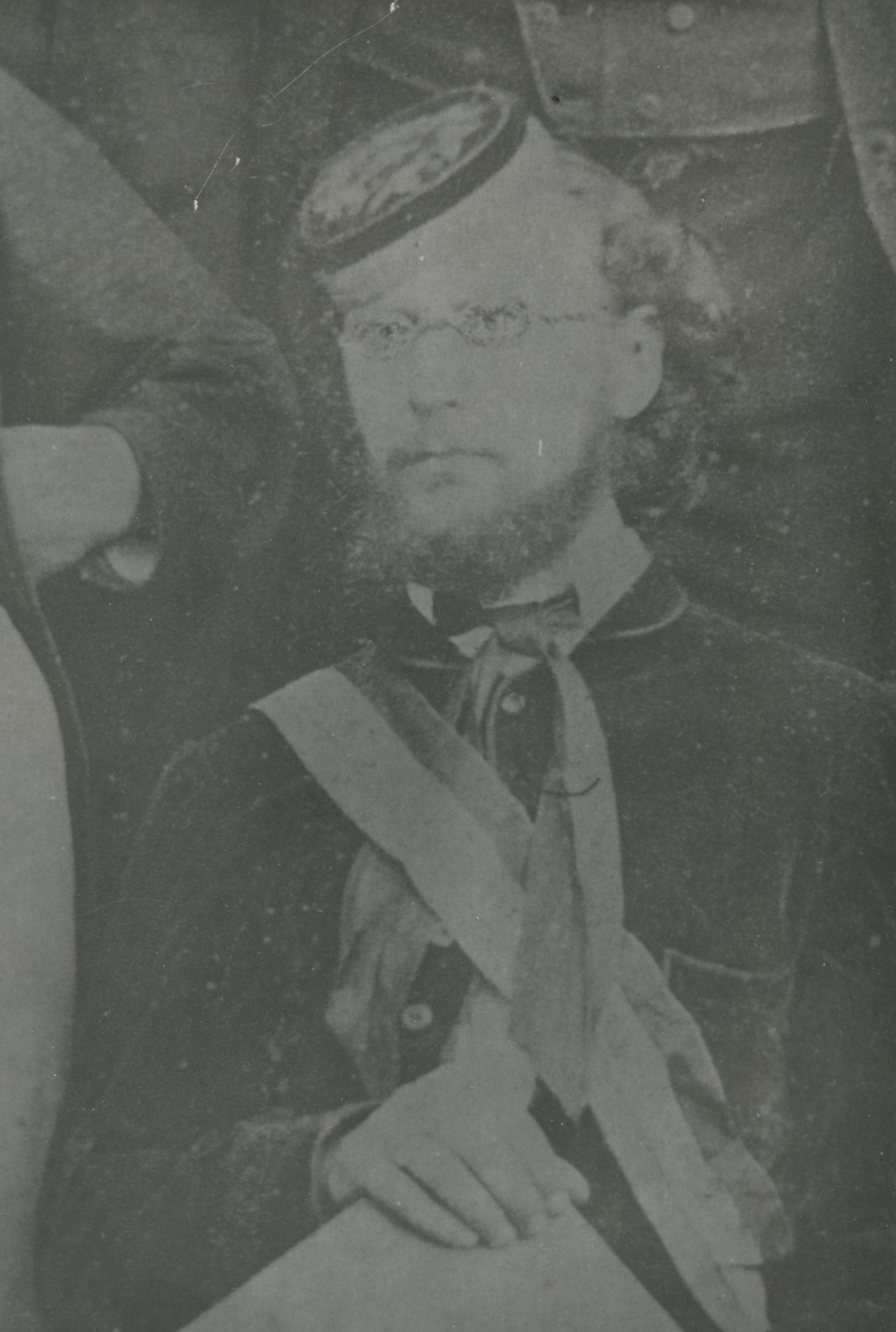
Franz Schwackhöfer

Franz Schwackhöfer (* 15. April 1843 in Wien; † 18. Juli 1903 ebenda) war ein österreichischer Chemiker und Hochschullehrer. Er galt als Fachmann für Kohle und Brauwesen.

## Leben
Franz Schwackhöfer besuchte die Gumpendorfer Realschule. Nach einem zweijährigen Praktikum bei George André Lenoir studierte er 1864–1866 Chemie und chemische Hilfswissenschaften bei Anton Schrötter von Kristelli am Polytechnischen Institut in Wien. 1862 war er Gründer des Corps Alemannia Wien. Nach der Neugründung der Hochschule für Bodenkultur wurde er dort 1872 Lehrbeauftragter für landwirtschaftlich-chemische Technologie. Drei Jahre später war er auch für den forstlich-chemischen Technologiebereich tätig. Ab 1877 war Franz Schwackhöfer dann Ordinarius und avancierte auch zum Rektor dieser Hochschule. 1895 wurde er zum Direktor der Akademie für Brauereiindustrie berufen. Nach ihm benannt sind der Franz-Schwackhöfer-Preis und ein Gebäude der Wiener Universität für Bodenkultur.

## Schriften
- Über den Heizwert der österreichischen Kohlen, Ersttitel 1894 (weitere Auflagen unter anderen Titeln)
- Wandtafeln für den Unterricht der landwirtschaftlich-chemischen Technologie, 1894.